# Hřbitov v Brandýse nad Labem
Hřbitov v Brandýse nad Labem se nachází severozápadně od Masarykova náměstí na rohu ulic Martinovská a U Hřbitova. Leží ve svahu, má rozlohu 1,48 hektaru a spravuje jej Římskokatolická církev. Je zapsán jako kulturní památka.

## Historie
Založení hřbitova se datuje do roku 1680, rozšířen byl v letech 1832 a 1873. Nejstarším objektem je barokní výklenková kaple s freskou od C. J. Redmanna z roku 1702, okolo které jsou nejstarší náhrobky převážně důstojníků c. k. armády.
Roku 1880 byla severně od výklenkové kaple postavena císařským stavitelem Karlem Láblerem novorománská kaple svaté Rozálie. Na přelomu 19. a 20. století v jejím okolí byli pohřbíváni převážně měšťané, obchodníci a starostové z Brandýsa (Karel Fetter, Václav Kohout, Karel Lábler). Roku 1987 zde byl pohřben také spisovatel Eduard Petiška.
Vpravo od kaple se nachází největší zdejší hrobka, která patří vynálezci a továrníkovi Františku Melicharovi (1842–1907), výrobci zemědělských strojů. Hrobku zdobí bronzové sousoší od sochaře Ladislava Šalouna. Kromě této hrobky je na hřbitově dochováno velké množství hodnotných a historicky zajímavých náhrobků.
Za severní zdí starého hřbitova byla založena nová část, kde jsou pohřbeni například malíři Vilém Plocek (1905–2001), Josef Olexa (1901–1983), cyklistický a motocyklový závodník František Haupt (1910–1938), který tragicky zemřel, nebo historik Justin Václav Prášek (1853–1924). Byl zde pohřben také Jan Frída (1786–1871), dědeček Jaroslava Vrchlického.